# Ернан Сілес Суасо
Ернан Сілес Суасо (ісп. Hernán Siles Zuazo; 21 березня 1914 — 6 серпня 1996) — болівійський політичний діяч, тричі займав пост президента країни у 1952, 1956—1960 та 1982—1985 роках.

## Політична кар'єра

### Формування РНР та революція 1952 року
Ернан Сілес був сином колишнього президента Болівії Ернандо Сілеса Реєса. 1930 року отримав диплом юриста, після чого присвятив себе політичній діяльності. Його симпатії були на боці реформістських сил, попри те, що його батько був одним зі стовпів старого режиму. 1941 року Сілес Суасо, разом з Віктором Пасом та іншими, створив Революційний націоналістичний рух (Movimiento Nacionalista Revolucionario або РНР). Ця партія брала участь у прогресивній військовій адміністрації Гвальберто Вільярроеля 1943—1946 років, але їх було усунуто від влади під тиском уряду США 1946 року. Пас Естенсоро брав участь у президентських виборах 1951 року, за результатами яких його було оголошено переможцем. Втім, ультраконсервативний уряд Мамерто Урріолагойтіа облаштував все таким чином, що президентом де-факто став генерал Гуго Бальївіан. На той момент партія РНР вже пішла у підпілля й у квітні 1952 року здійснила визначальну Національну революцію, спираючись на дезертирство. Сілес відіграв у цій революції головну роль разом із Хуаном Лечіном, оскільки лідер РНР, Пас Естенсоро, на той час перебував у вигнанні в Аргентині.

### Віце-президент, 1952—1956 роки
Розгромивши сили, лояльні до адміністрації Бальївіана, Сілес тимчасово зайняв пост президента з 11 до 16 квітня 1952 року, допоки Пас не повернувся на батьківщину. Результати виборів 1951 року було визнано, і Пас став конституційним президентом країни, а Сілеса було призначено на пост віце-президента (1952—1956). Упродовж перших чотирьох років перебування РНР при владі, уряд розробив низку далекоглядних реформ, серед яких слід відзначити реформування виборчої системи, націоналізацію найбільших гірничих підприємств країни, а також аграрну реформу. 1956 року Пас залишив пост, оскільки конституція забороняла чинному президенту балотуватись на другий термін поспіль. Сілес, якого природно вважали наступником Паса, легко виграв перегони і став новим президентом Болівії.

### Перше президентство (1956—1960)
Перша адміністрація Сілеса (1956—1960) була значно більш суперечливою, ніж кабінет Паса. Всередині РНР почались суперечки з приводу політичного курсу. У той час різко підвищився рівень інфляції, у зв'язку з чим США запропонували економічну програму (так званий План Едера). Окрім того, на долю Сілеса випало завдання з роззброєння учасників революції 1952 року, яким до того часу було дозволено мати при собі вогнепальну зброю. Ці люди служили як опір можливій реакції з боку консерватиної чи військової опозиції. Між тим, опозиційна партія Соціалістична Фаланга задумала усунути РНР від влади, що також знижувало популярність Сілеса та його партії.

### Розрив із РНР та вигнання, 1960—1978
Коли термін Сілеса добігав завершення 1960 року, Пас Естенсоро знову балотувався на пост глави держави, а після перемоги на виборах призначив Сілеса на посаду посла Болівії в Уругваї. 1964 року Сілес посварився із Пасом через рішення останнього щодо внесення змін до конституції з метою отримання можливості бути переобраним на другий термін. Первинно Сілес підтримав антиурядовий переворот 1964 року, який очолювали генерали Рене Барр'єнтос і Альфредо Овандо, проте пізніше був висланий з країни, коли стало очевидним, що військовики призначені для маніпулювання результатами виборів. За великим рахунком військовики залишались у президентському палаці з 1964 до 1982 року. 1971 року Сілес виступив проти перевороту генерала Гуго Бансера, що призвело до остаточного розриву з Віктором Пасом, який, навпроти, підтримав його.

### 1978—1982
Після демократичних перетворень 1978 року Сілес сформував великий союз лівих сил. Разом вони утворили Народний демократичний союз (НДС), який здобув перемогу на парламентських виборах 1978, 1979 та 1980 років, що, в першу чергу, було пов'язано з падінням популярності Віктора Паса. Результати виборів 1978 року було анульовано через масові фальсифікації на користь військового кандидата, генерала Хуана Переди; вибори 1979 року вибори виявились безрезультатними, оскільки жоден з кандидатів не набрав необхідних 50 % голосів. Зрештою, Сілес виграв вибори 1980 року й міг би зайняти пост президента, проте 17 липня стався кривавий переворот, в результаті якого до влади прийшов генерал Луїс Гарсія Меса. Тоді Сілеса було вигнано з країни, але він повернувся 1982 року, коли військовий експеримент себе вичерпав і болівійська економіка була на межі краху.

### Другий термін, 1982—1985
Популярність військовиків різко впала за час їхнього перебування при владі (1980—1982), єдиним виходом для них залишалась добровільна передача влади. У жовтні 1982 року було визнано результати виборів 1980, і Сілеса було приведено до присяги як нового президента країни, пост віце-президента зайняв Хайме Пас. Економічна ситуація в країні залишалась скрутною, швидкими темпами прогресувала гіперінфляція. Сілес мав великі труднощі з контролем над ситуацією, майже не мав підтримки з боку Конгресу. Опозиція на чолі з Хуаном Лечіном паралізувала діяльність уряду постійними страйками. Навіть віце-президент, Хайме Пас, залишив кабінет, коли популярність Сілеса знизилась до рекордно низького рівня. Гіперінфляція 1982—1986 років стала четвертою з будь-коли зареєстрованих у світі. Тим не менше, Сілес відмовився вживати неконституційних заходів, вважаючи, що досягнуті демократичні цінності не варті жодних грошей. Він навіть наважився на голодування як на відчайдушну спробу здобути суспільне співчуття. Зрештою, він погодився скоротити свій термін на один рік, і Конгрес призначив нові вибори на 1985.
Втім, за часів правління слід відзначити один яскравий момент. 1983 року було здійснено екстрадицію до Франції нацистського злочинця Клауса Барбі, відомого під прізвиськом М'ясник з Ліона. Останній проживав у Болівії з кінця 1950-х чи з початку 1960-х років. Він виїхав з Європи за сприяння Сполучених Штатів, та співпрацював з диктаторами 1964—1982 років як спеціаліст із допитів. Після екстрадиції його було засуджено за здійснені ним злочини, він помер в одній з французьких в'язниць.

### Останні роки
1985 року було проведено дострокові вибори, переможцем яких став Віктор Пас Естенсоро. Сілес виїхав до Уругваю — країни, де він жив під час вигнання. Там він і помер у серпні 1996 у віці 82 років.